# April O'Neil
April O'Neil è un personaggio immaginario dei cartoni, dei fumetti e dei film delle Tartarughe Ninja. April è la prima amica umana delle tartarughe, presente nella maggior parte delle serie.
Ha debuttato nei fumetti del 1984 come programmatrice di computer, venendo poi adattata come una volitiva giornalista e combattente occasionale. Caratterizzata come fiduciosa, coraggiosa, benevola, intelligente ed estroversa, si imbarca in molte avventure delle Tartarughe e le aiuta svolgendo il lavoro in pubblico mentre le Tartarughe non possono.

## Descrizione
Nella storia originale a fumetti, April O'Neil era un'abile programmatrice di computer e assistente di Baxter Stockman, un famoso ma malvagio scienziato. Lo aiutò a programmare i suoi robot MOUSER ma, dopo aver scoperto che Baxter li stava usando per scavare nei caveau delle banche, fuggì e venne inseguita da uno squadrone di MOUSER nelle fogne dove è stata prontamente salvata dalle Tartarughe Ninja.
Dopo la sua esperienza con Baxter, April decise di aprire un negozio di antiquariato, che fu successivamente distrutto in una battaglia tra le Tartarughe e il Clan del Piede capeggiato da Shredder. April e le tartarughe si nascosero in una fattoria fuori città per riprendersi e durante questo periodo ebbe frequenti incubi riguardo l'attacco del Clan del Piede. Durante la metà degli anni 90, April venne coinvolta sentimentalmente con il vigilante Casey Jones.
Nella serie a fumetti prodotta dalla Archie Comics, April divenne più simile alla sua controparte nella serie animata degli anni 80 ma divenne anche una combattente dopo essere stata allenata da Splinter. Per via delle sue frequenti avventure con le Tartarughe, perse il lavoro a Canale 6 e divenne una reporter freelance.

## Nei media
Il suo personaggio presenta rilevanti differenze nelle varie incarnazioni delle avventure dei mutanti verdi.
- Tartarughe Ninja alla riscossa: nella serie animata del 1987, April è una brava e affascinante giornalista d'assalto con un profondo senso etico (e veste quasi sempre con una tuta gialla, fino a quando non comincia a lavorare come freelance e passa ad una giacca di pelle). April è normalmente capace e indipendente, ha buoni riflessi e capacità di deduzione, e brava nella guida di diversi veicoli. Essendo una giornalista, è in grado di trovare e raccogliere informazioni. Il suo contributo più importante per aiutare le Tartarughe è il suo accesso alla ricerca tramite i computer di Canale 6, avvisando le Tartarughe di problemi e possibili indizi. La sua perenne ricerca di uno scoop la porta spesso ad ignorare i pericoli e finire per farsi rapire, per sua fortuna le tartarughe intervengono sempre per salvarla (in modo simile alla giornalista Lois Lane, una continua fonte di preoccupazioni per Superman).
- Trilogia cinematografica: in tutti e tre i film April svolge il lavoro di giornalista. Nel primo film (interpretata da Judith Hoag) viene presa di mira da Shredder dato che stava scoprendo l'esistenza del Clan del Piede, cosa che la polizia negava tanto che il suo capo dovrà licenziarla sotto pressione del capo della polizia. Raffaello la salverà da un attacco nella metro facendo così conoscenza dei protagonisti; in seguito i ninja di Shredder l'attaccheranno nella sua casa, costruita sopra il suo vecchio negozio di antiquariato. Svilupperà una relazione con Casey Jones e riavrà il suo lavoro. Nei due film successivi verrà interpretata da Paige Turco ed avrà un ruolo più secondario anche se nel terzo finirà nel Giappone feudale a causa di un manufatto antico costringendo le tartarughe a tornare indietro nel tempo per salvarla.
- Tartarughe Ninja: nella serie animata del 2003 è prima l'assistente del perfido scienziato Baxter Stockman finché non lo tradirà quando scoprirà i fini malvagi delle sue invenzioni e poi gestisce un negozio di antiquariato. Sviluppa una relazione affettiva con Casey Jones, un "giustiziere" fai-da-te che combatte i cattivi con mazza e maschera da hockey. Inoltre non riveste più spesso il ruolo della damigella in pericolo, anzi si fa insegnare dal maestro Splinter alcune basi di autodifesa del karate Shotokan. Oltre alle sue abilità ninja recentemente sviluppate, April è incredibilmente intelligente e piena di risorse in complessi campi scientifici, compreso hackerare i computer della fortezza di Shredder e persino di disattivare sistemi di sicurezza, che la rendono simile a Donatello. In questa serie indossa delle scarpe blu scuro, pantaloni lunghi beige e un top viola che mostra interamente la sua pancia. In un episodio di questa serie appare un omaggio alla prima serie animata, poiché April si traveste da giornalista, con una tuta gialla. Questa è finora la versione televisiva più fedele alla sua controparte cartacea.
- TMNT: April appare nel film dove lei e Casey lavorano insieme mantenendo la loro relazione (non è chiaro se il film segua la continuity cinematografica o quella della serie del 2003). In questo film pare che faccia l'archeologa ed ha preso lezioni da Splinter per l'autodifesa dato che sembra sappia usare la katana.
- Teenage Mutant Ninja Turtles - Tartarughe Ninja: nella serie del 2012 prodotta da Nickelodeon, April è un'adolescente di quindici anni e coetanea delle tartarughe, e vive con loro e Splinter dopo che i ninja l'hanno salvata dai perfidi alieni Kraang (complici di Shredder) dopo che questi l'avevano rapita insieme a suo padre scienziato. È esperta di computer e ha un forte legame con Donatello (innamorato di lei) e successivamente viene allenata da Splinter (che rivede nella ragazza sua figlia) per diventare una kunoichi. Curiosità è che Reane Jacobs, doppiatrice della serie del 1987, qui dia la voce alla madre di April.
- Tartarughe Ninja e Tartarughe Ninja - Fuori dall'ombra: nei film del 2014-2016 diretto da Jonathan Liebesman, April (interpretata da Megan Fox) è una giornalista di Canale 6 in carriera, alla ricerca del suo primo scoop. Nonostante i servizi a lei commissionati trattino di cronaca leggera, April è determinata a scoprire di più sul il Clan del Piede, che sta seminando il terrore in città. Le sue ricerche la porteranno a rincontrare le 4 tartarughe mutanti e Splinter; infatti in passato erano le cavie del laboratorio di suo padre (sperimentando su di loro il mutageno, che cambiò per sempre le loro vite) e questa, ancora bambina, si prese spesso cura di loro. Quando il genitore distrusse il laboratorio e venne ucciso (allo scopo di sabotare un piano di Shredder), April salvò i cinque animaletti dall'incendio e li condusse in una fogna dove impararono a sopravvivere.
- Rise of the Teenage Mutant Ninja Turtles - Il destino delle Tartarughe Ninja: in questa serie reboot durata solo due stagioni, April è una teenager afroamericana, e combatte con una mazza da baseball verde.
- Tartarughe Ninja - Caos mutante: in questo reboot animato, April è un'adolescente afroamericana che vuole riabilitare la sua fama scolastica, rovinata per aver vomitato a causa dell'ansia "da palcoscenico" in diretta nel telegiornale della scuola. conosce le Tartarughe e indaga sugli affari di Superfly, villain mutante del film  [1]